# Мезон-де-Тет
Мезо́н-де-Тет (фр. Maison des Têtes), буквально Дом голо́в — известная достопримечательность французского города Кольмара, один из самых интересных домов, построенных на его территории в 1609 году.

## История
Мезон-де-Тет был построен в 1609 году в городе Кольмаре для лавочника Антона Бургера. Архитектором считается Альберт Шмидт (или Альбрехт Шмидт, ум. 1612).
Этот дом также называют Домом голов, а находится он на улице Голов (фр. rue des Têtes). Дом получил свое название из-за необычного оформления фасада, который украшен каменными скульптурами. Они изображают лица людей и головы животных, и их эмоции — грусть, радость, злость. Головы размещены на балконах, окнах, над входом. Фронтон здания украшают завитки и статуя, которая была создана в 1902 году Огюстом Бартольди.
Общее количество скульптур на фасаде дома — 106.
В наше время в доме расположен ресторан.
Дом построен в стиле рейнского ренессанса.
Дом голов реставрировали в 2012 году.
Адрес дома: Кольмар, 19 rue des Têtes.

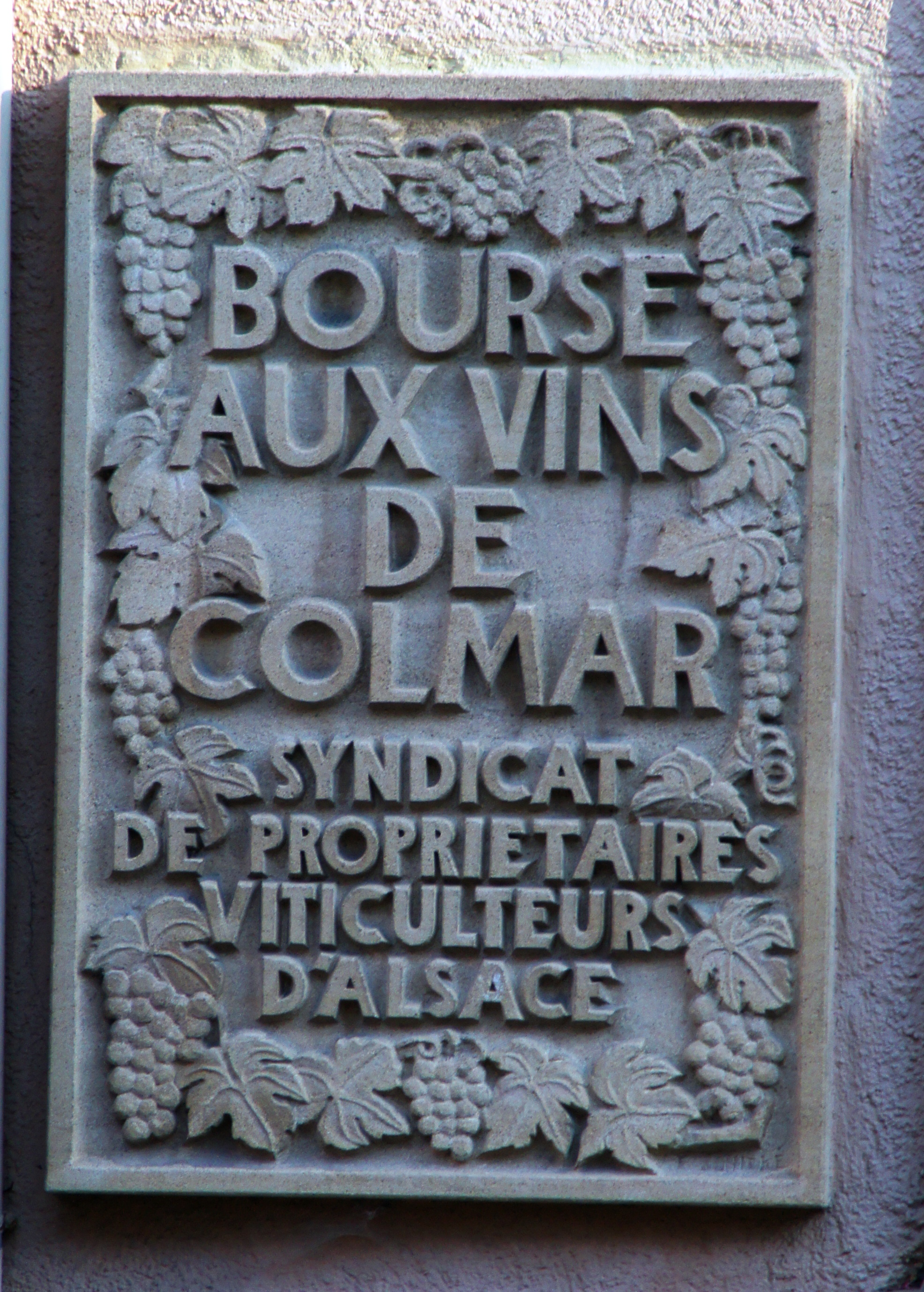
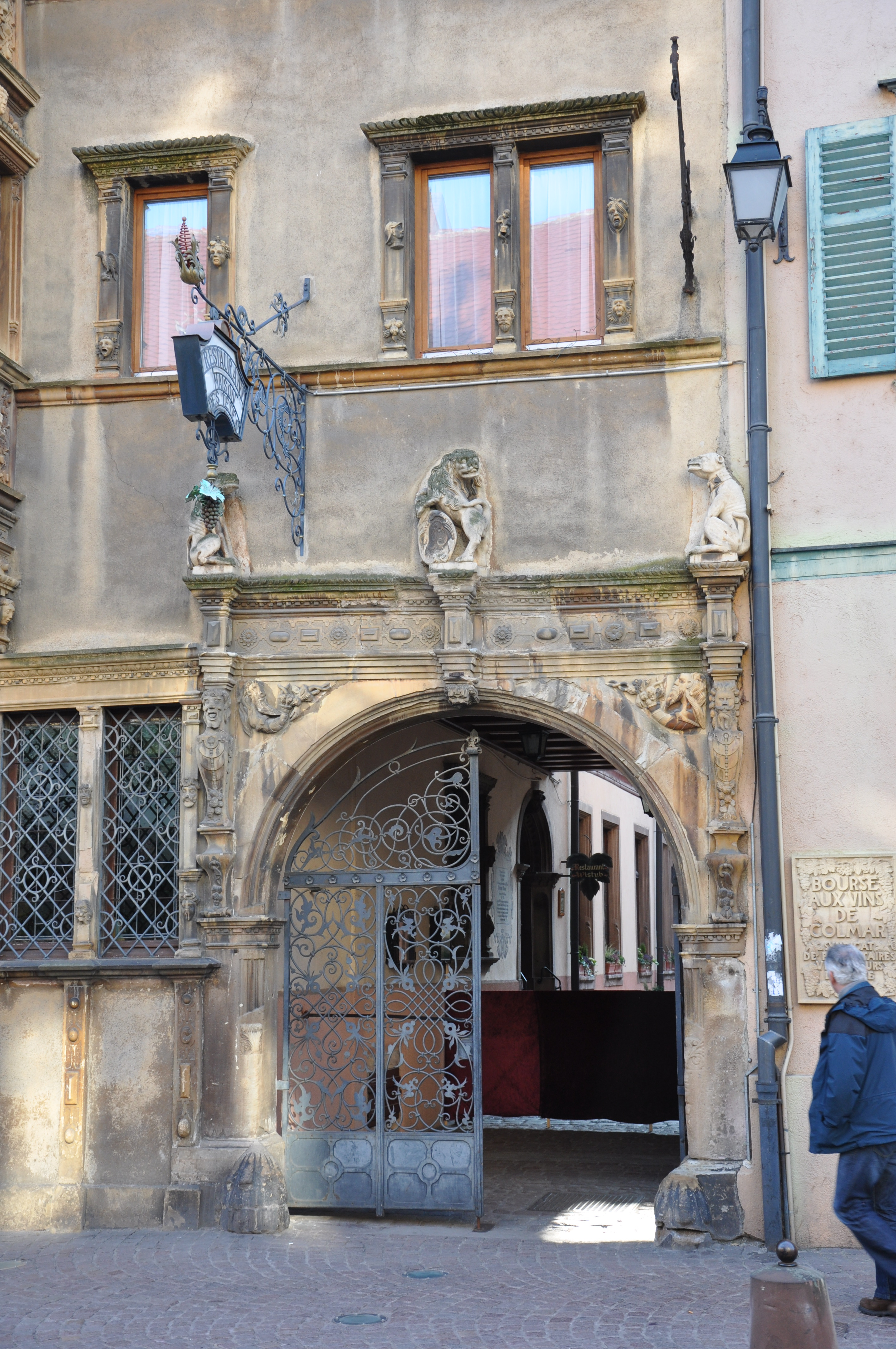
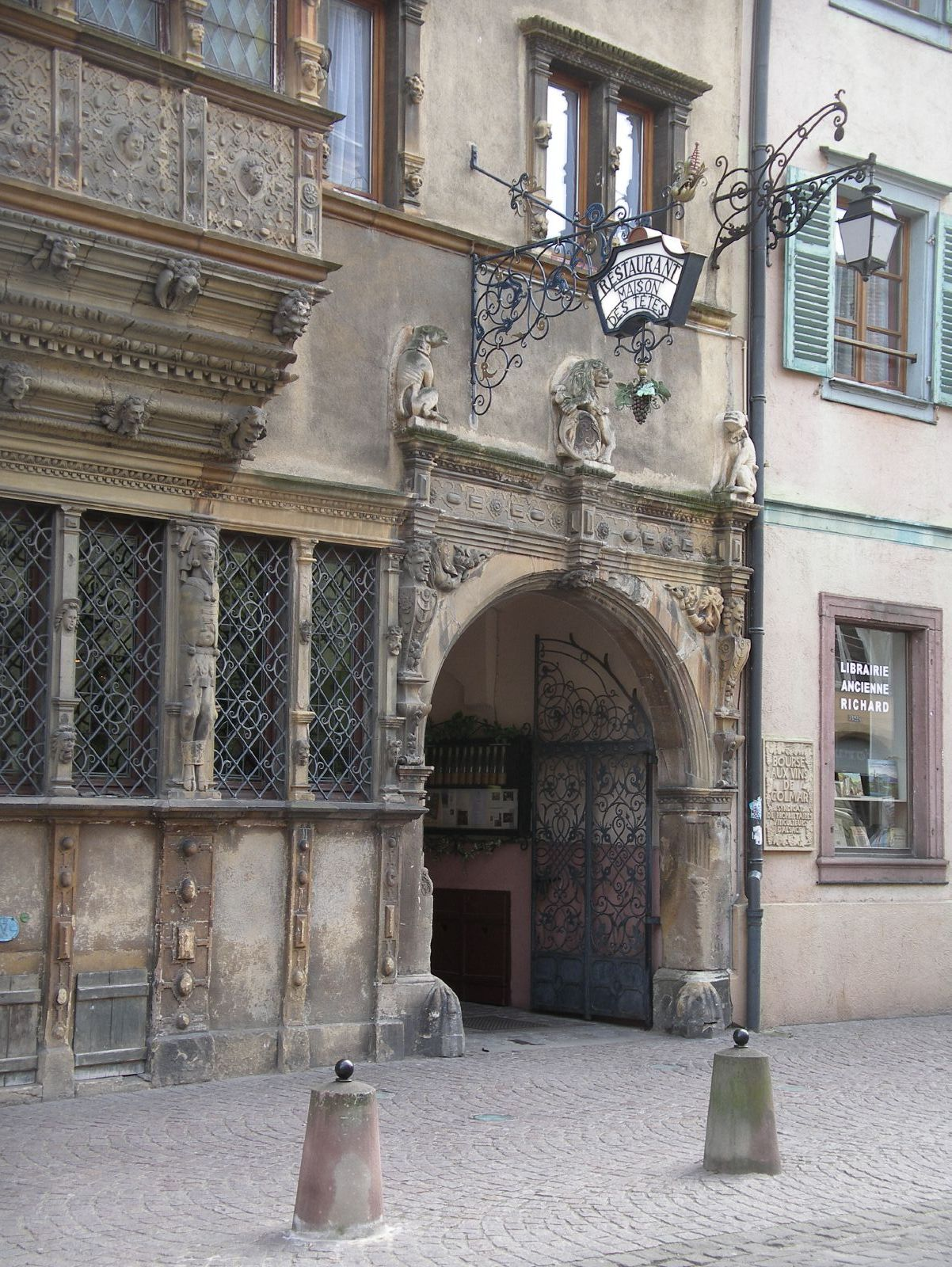
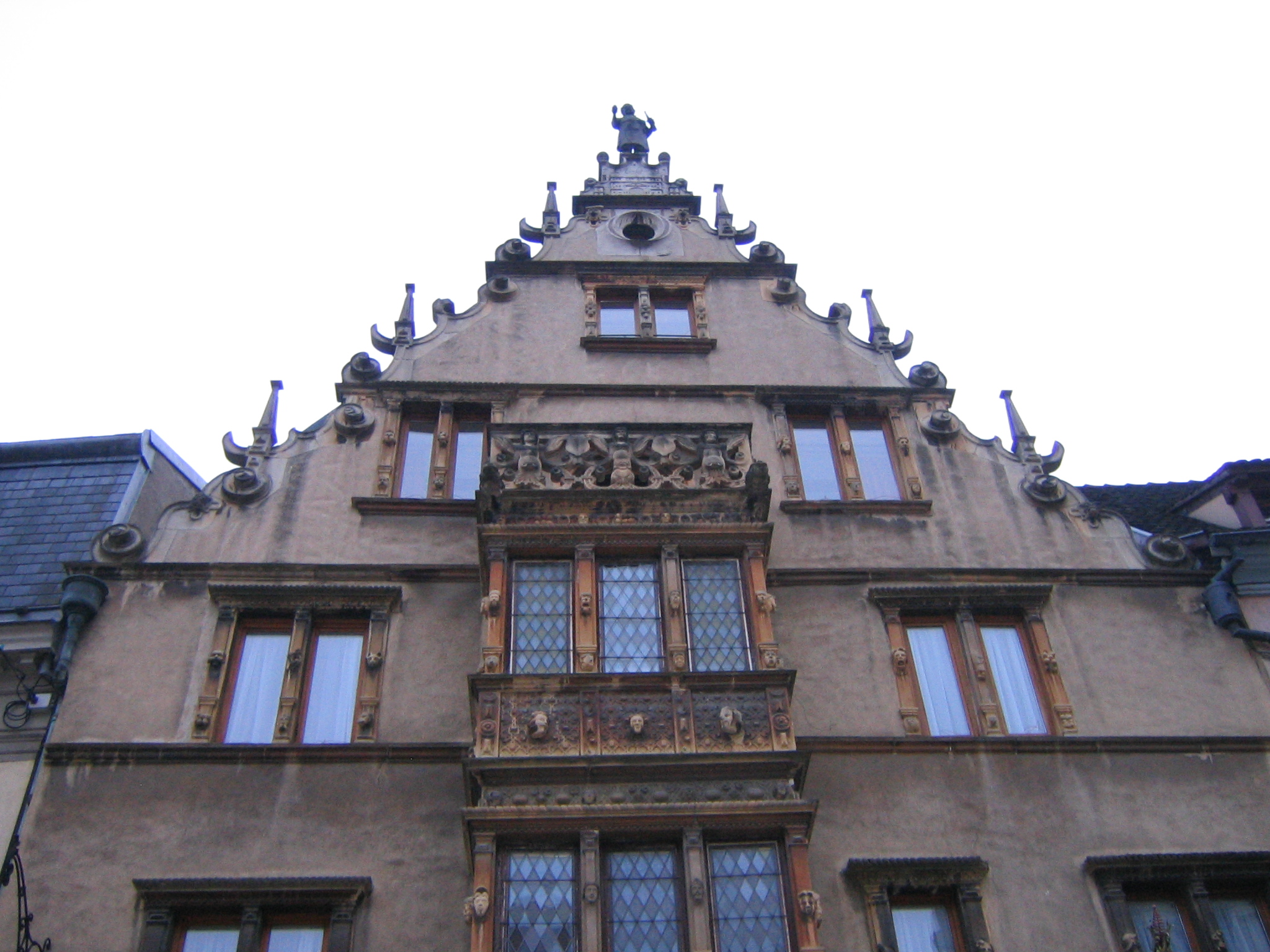
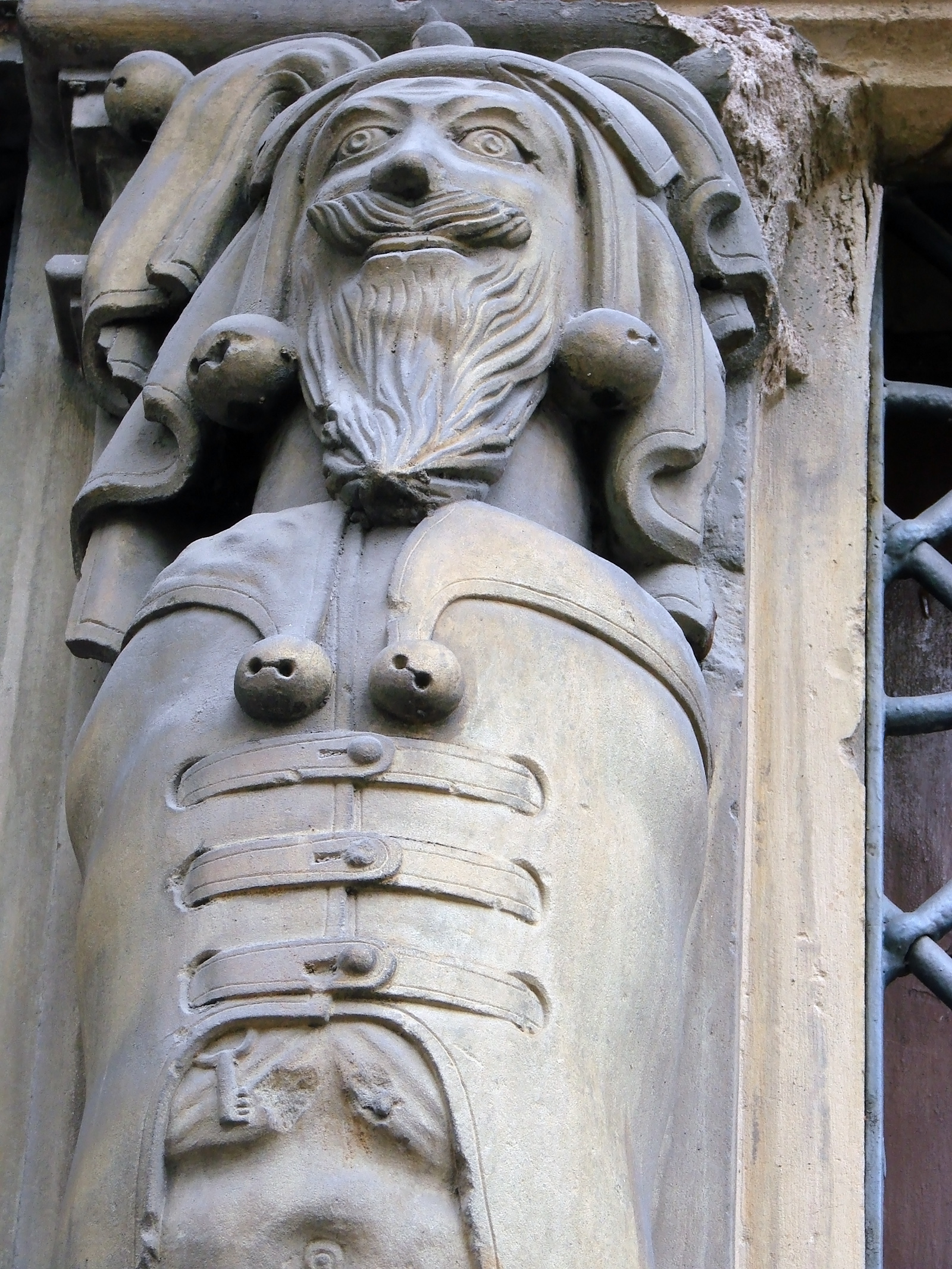
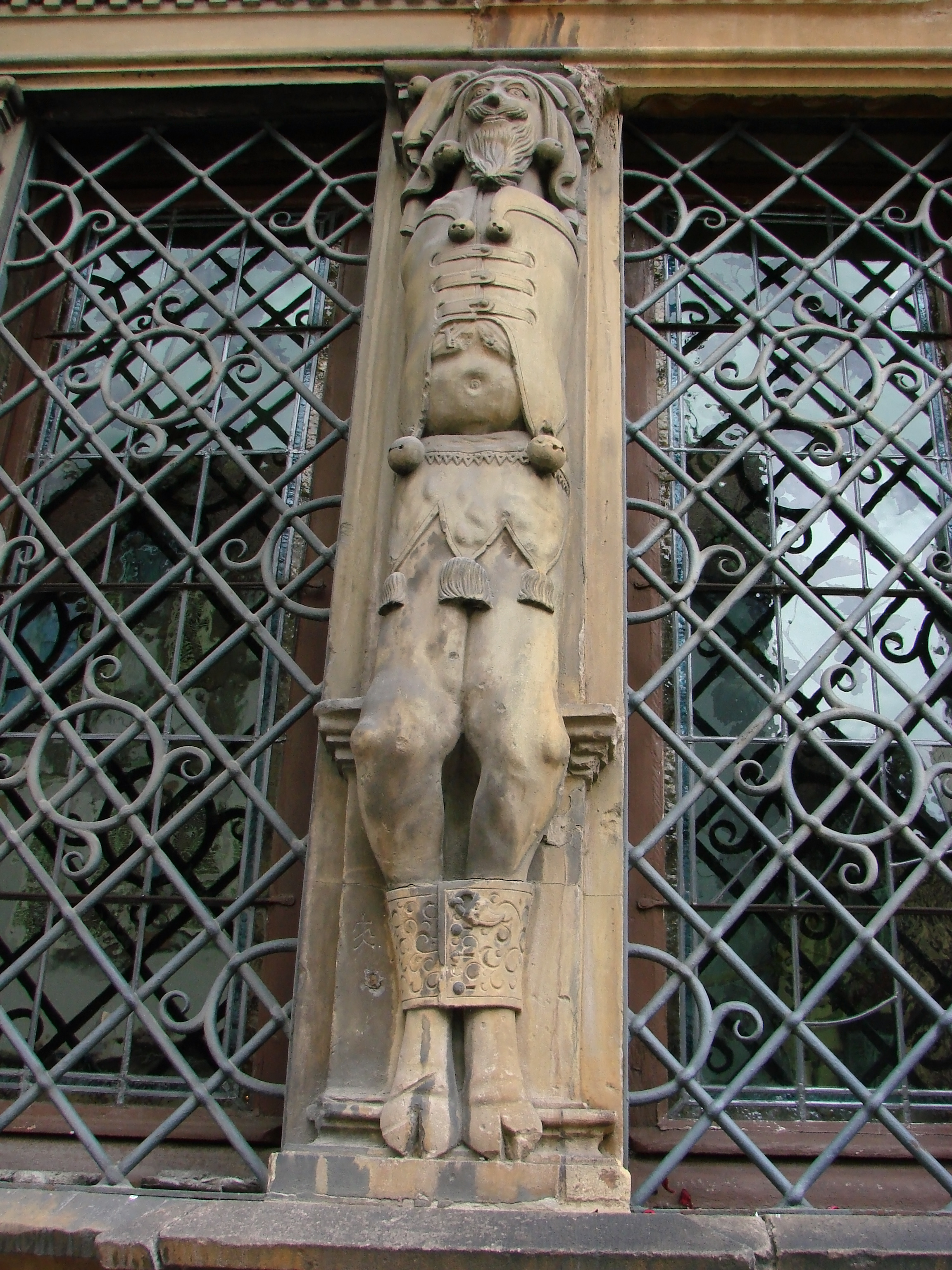
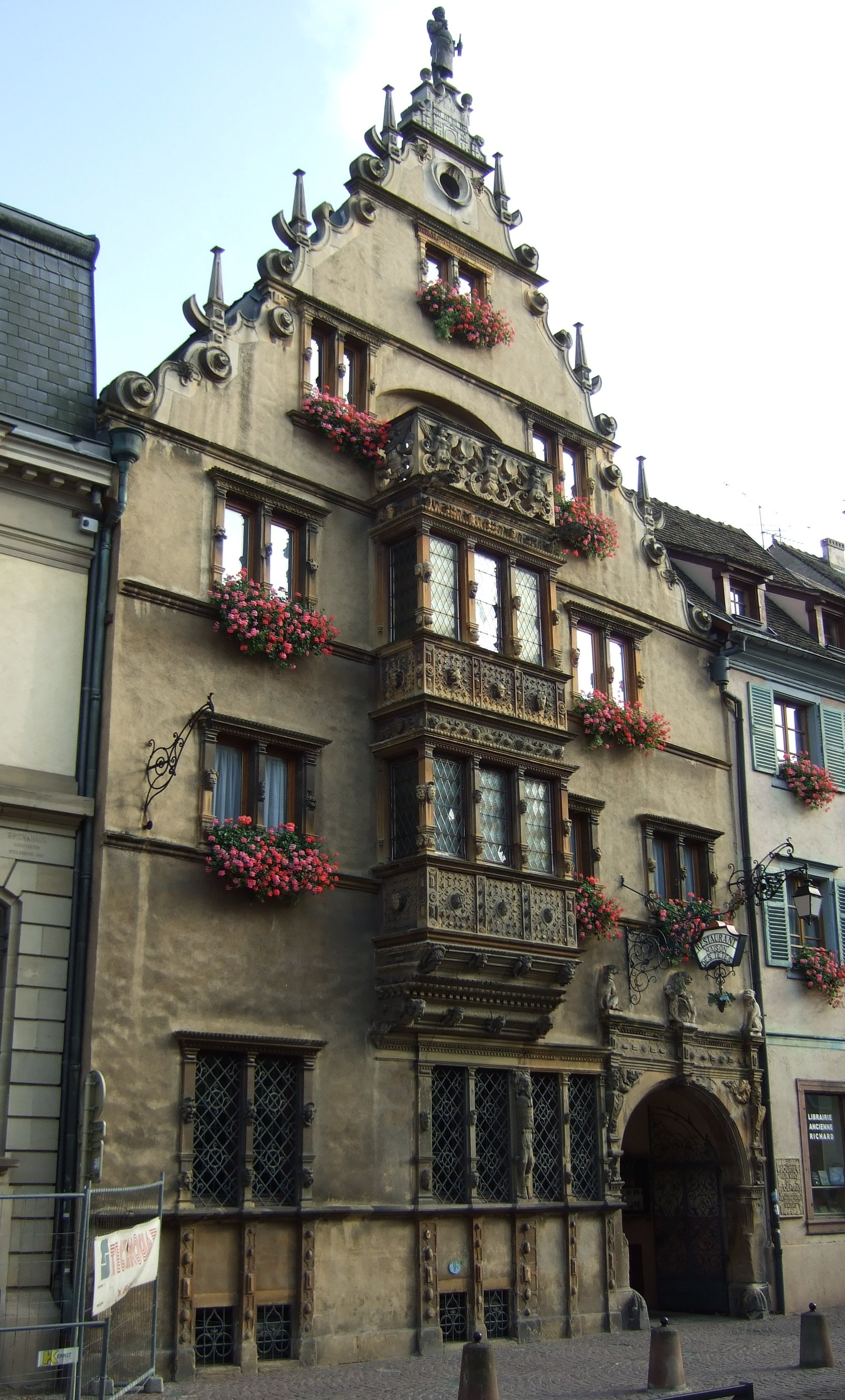
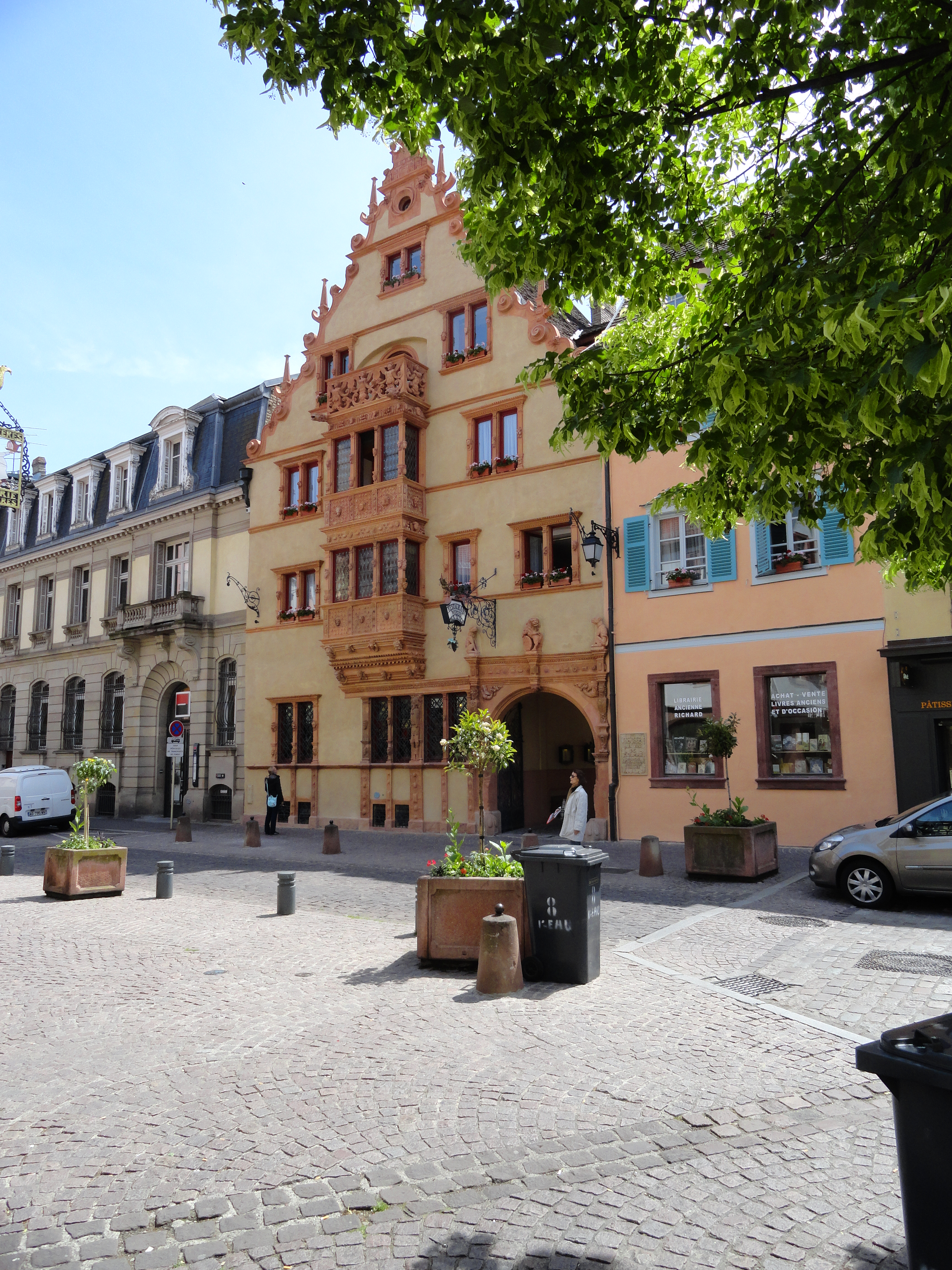
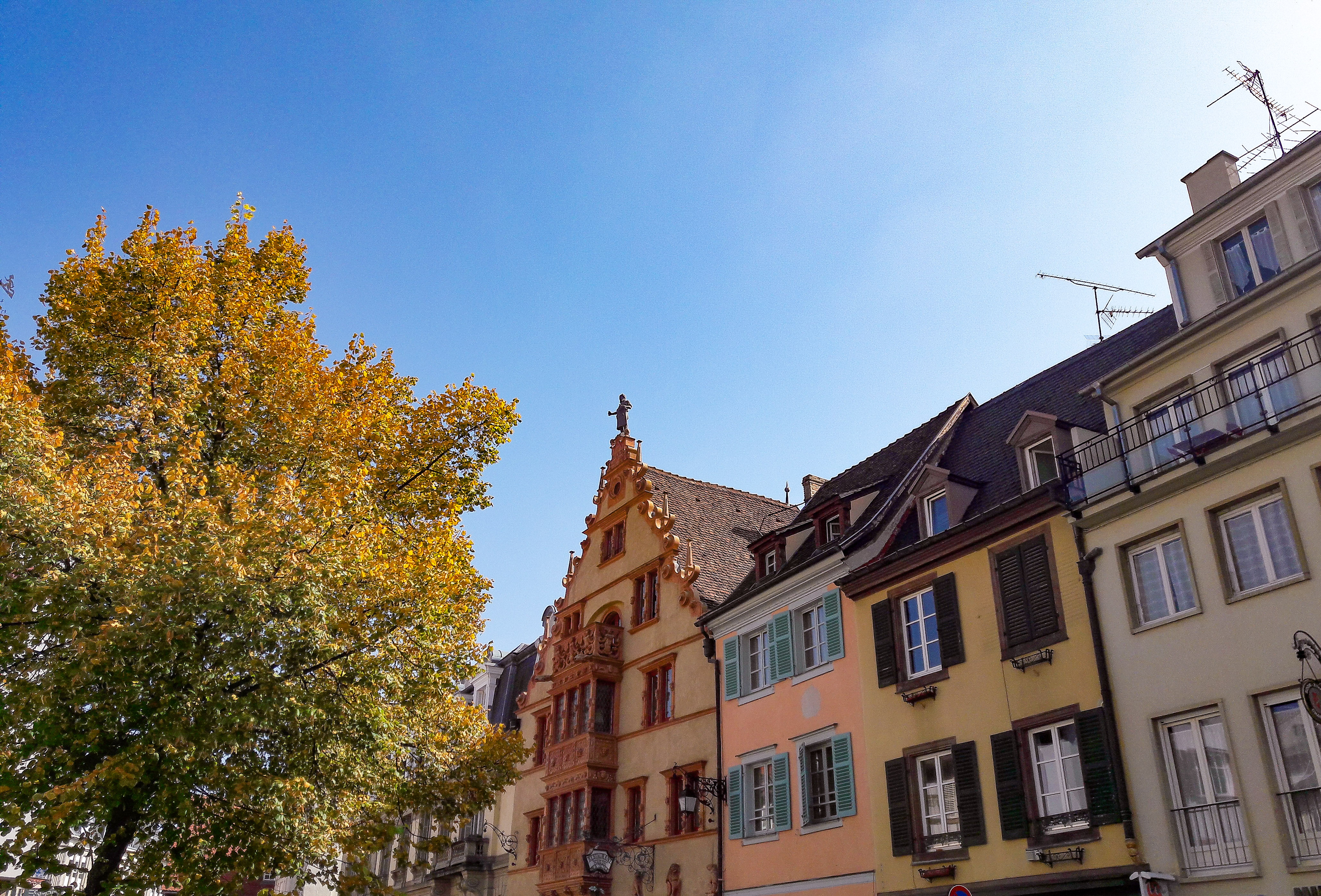
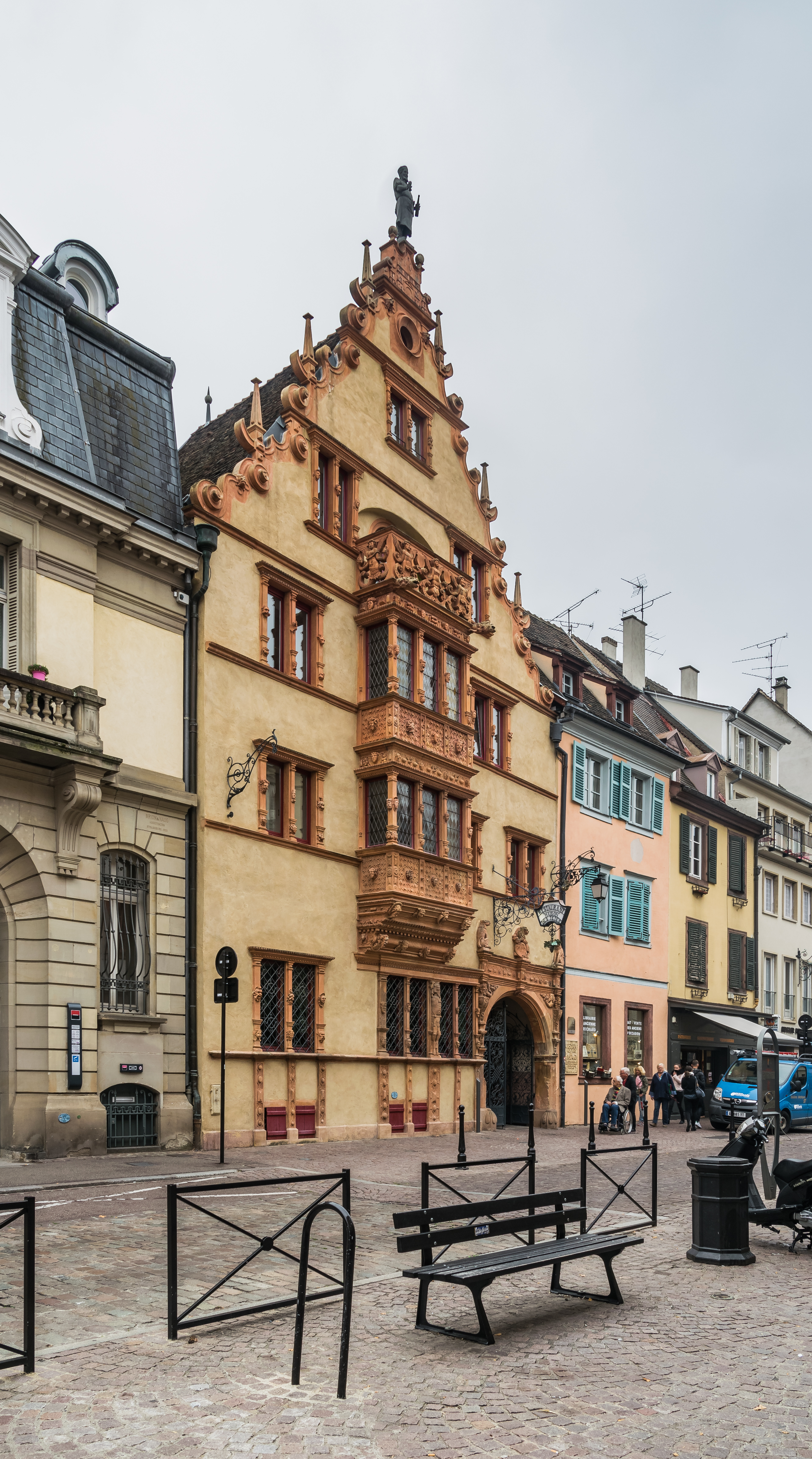
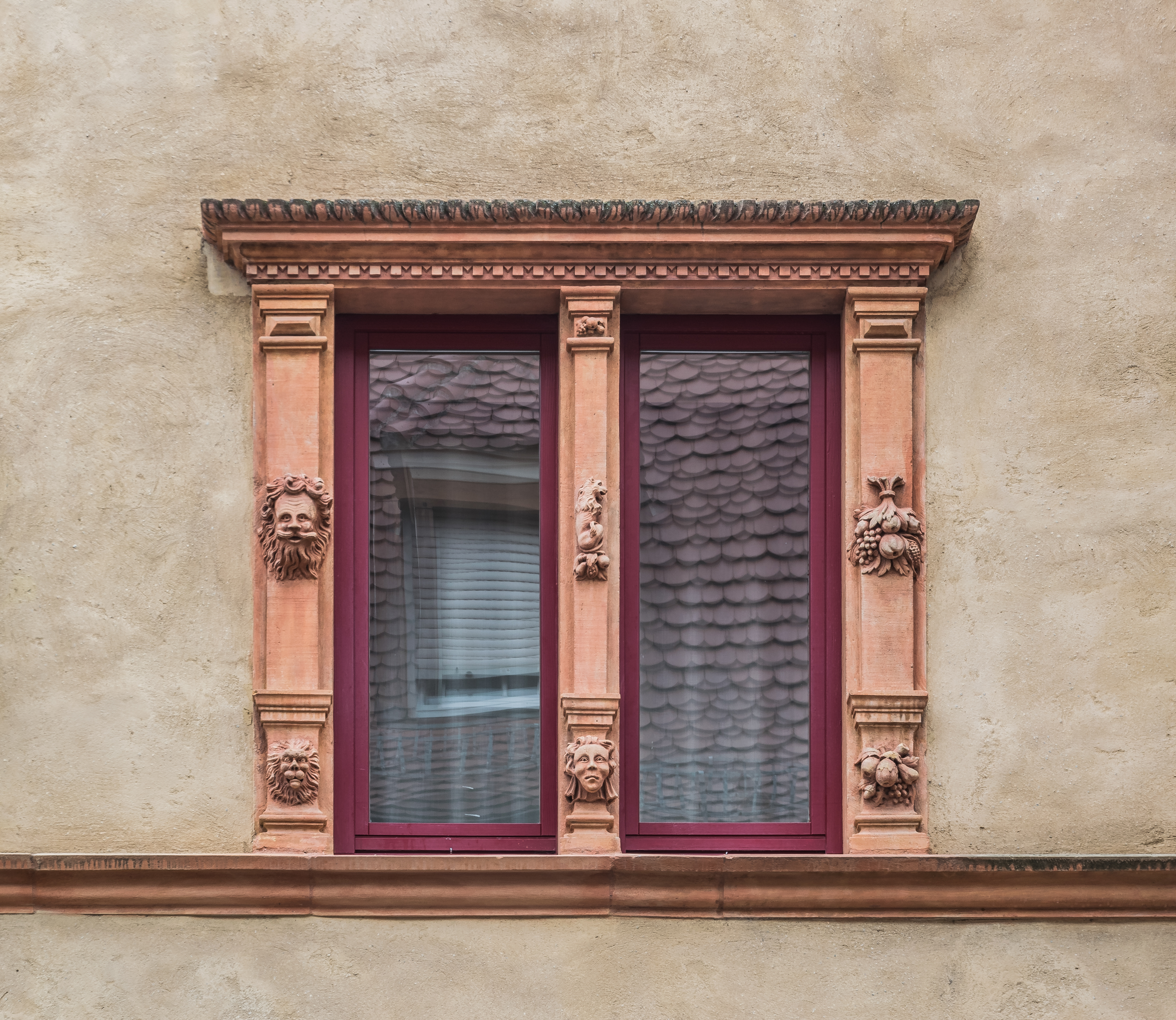
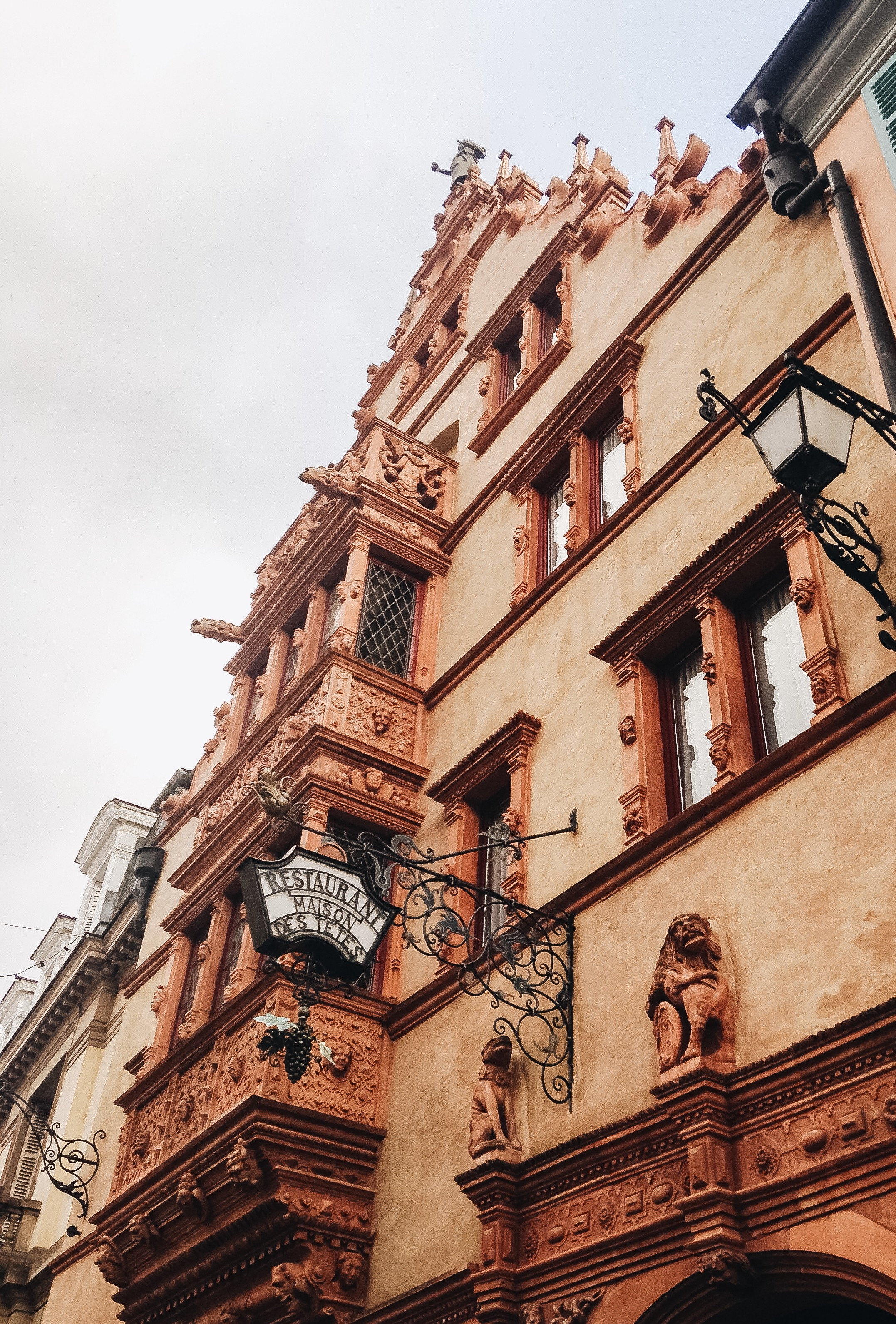
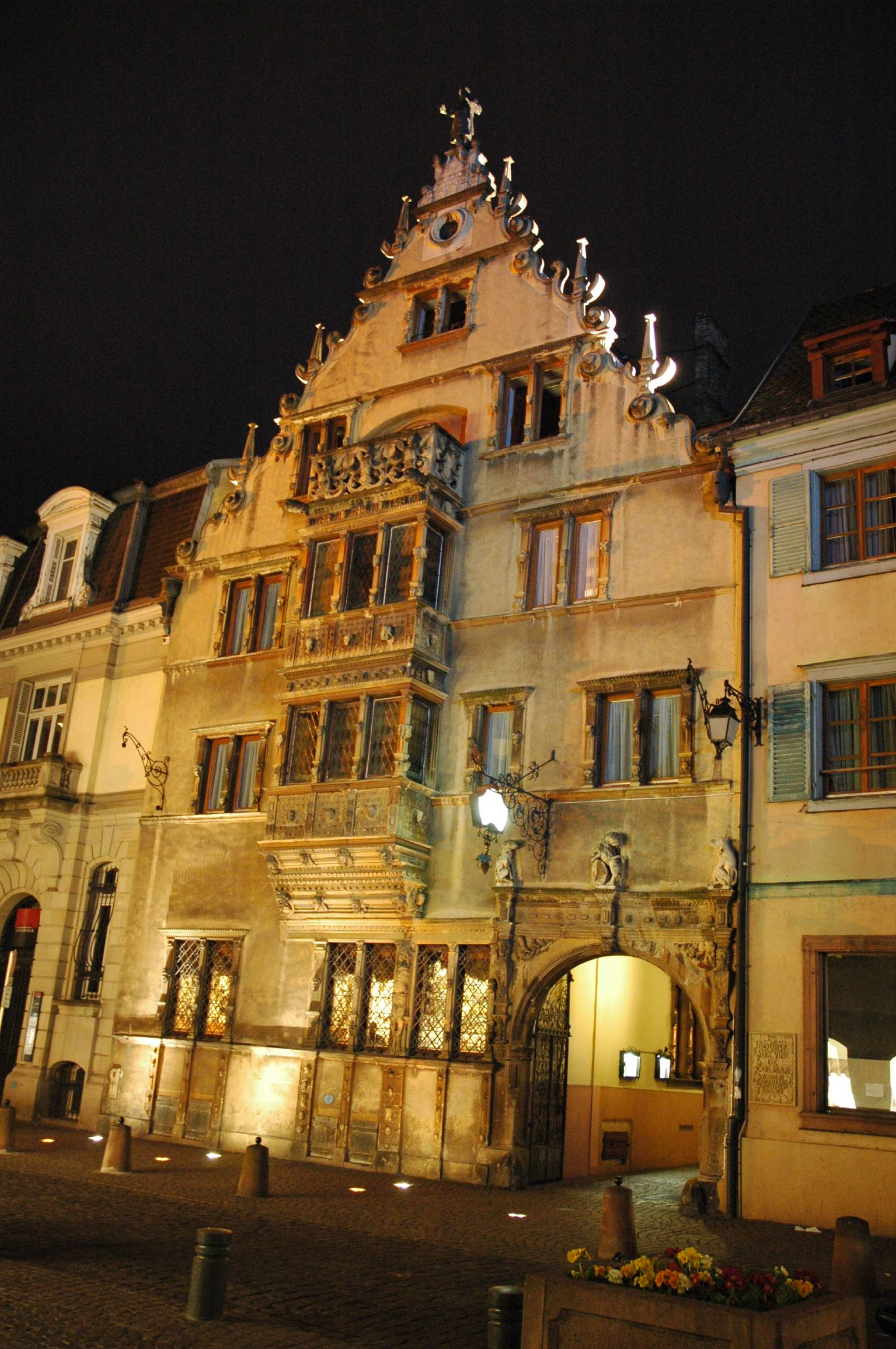